# لويس بيت (لاعب كرة قدم)
لويس مايكل بيت (بالإنجليزية: Lewis Michael Bate)‏ (مواليد 28 أكتوبر 2002) هو لاعب كرة قدم إنجليزي محترف يلعب كلاعب وسط لفريق أكسفورد يونايتد على سبيل الإعارة من ليدز يونايتد.